# Thomas Gerstner

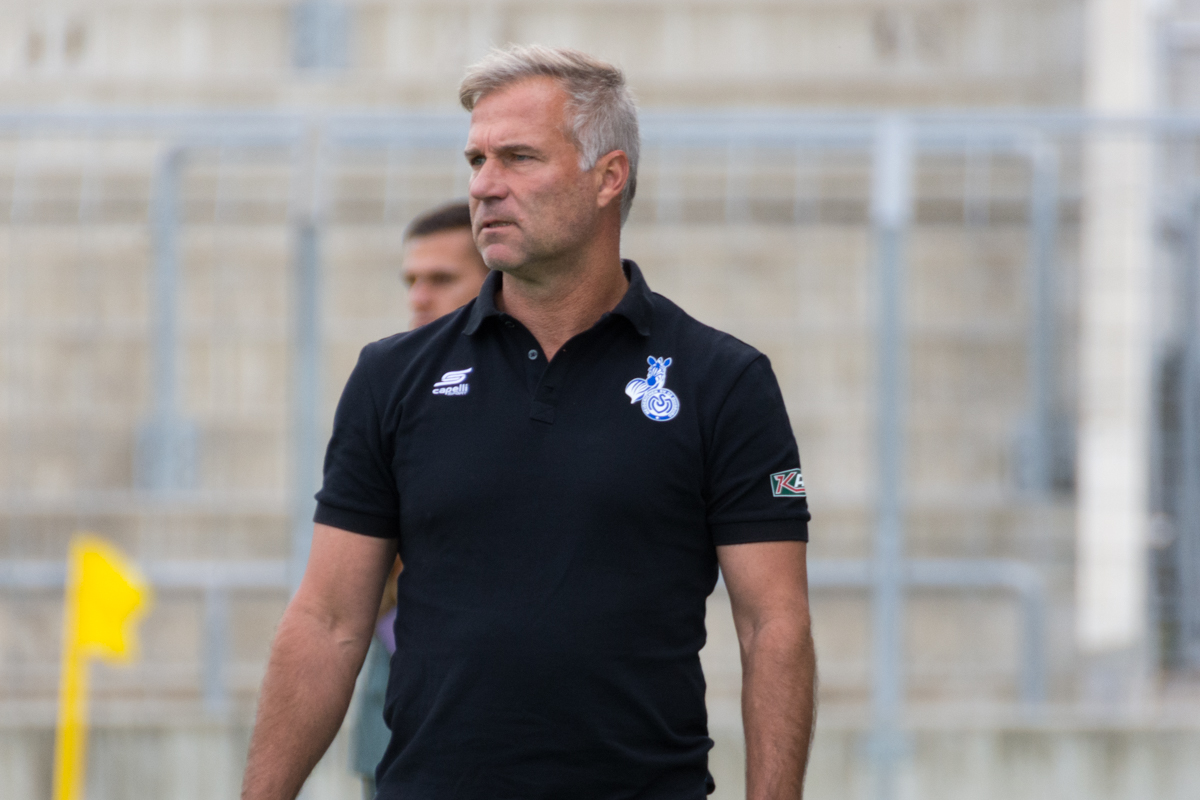
Thomas Gerstner in 2018

Thomas Gerstner (Worms, 6 november 1966) is een Duits voormalig voetballer en voetbaltrainer. Hij kwam vooral uit in de Tweede Bundesliga. In het seizoen 1989-1990 speelde Gerstner voor FC 08 Homburg in de Bundesliga en scoorde hij zijn enige doelpunt op het hoogste niveau tegen FC St. Pauli. Als trainer werkte hij bij diverse clubs in de lagere divisies, waaronder FC Carl Zeiss Jena, SV Straelen en Arminia Bielefeld.